# It Goes Like It Goes
It Goes Like It Goes ist ein Song von Jennifer Warnes aus dem Jahr 1979.

## Hintergrund
It Goes Like It Goes wurde von Norman Gimbel geschrieben und von David Shire für den Film Norma Rae – Eine Frau steht ihren Mann komponiert. Jennifer Warnes interpretierte den Song unter ihrem Pseudonym Jennifer Waren, das sie gelegentlich verwendete. Das Lied ist auch auf ihrem 1982er Best-of-Album enthalten.
Das Lied wurde bei der Oscarverleihung 1980 als bester Song ausgezeichnet. Eine große Überraschung, denn als Favorit galt im Vorfeld zunächst eigentlich der Song The Rose von Bette Midler aus dem gleichnamigen Film, der den Golden Globe gewann. Doch Autorin Amanda McBroom hatte in einem Interview gesagt, dass sie den Song eigentlich nicht für den Film komponiert habe und war daher aufgrund der Regeln für die Auszeichnung für den Oscar nicht qualifiziert.

## Coverversion
Dusty Springfield veröffentlichte 1980 eine eigene Version des Songs als Single unter dem Titel It Goes Like It Goes (Theme from Norma Rae).